# Kloster Tempzin
Kloster Tempzin är en kommun i Landkreis Ludwigslust-Parchim i förbundslandet Mecklenburg-Vorpommern i Tyskland.
Kommunen bildades den 1 januari 2016 genom en sammanslagning av de tidigare kommunerna Langen Jarchow och Zahrensdorf. Namnet kommer från ett kloster i Tempzin. I kommunen finns orterna Häven, Klein Jarchow, Langen Jarchow, Tempzin och Zahrensdorf.
Kommunen ingår i kommunalförbundet Amt Sternberger Seenlandschaft tillsammans med kommunerna Blankenberg, Borkow, Brüel, Dabel, Hohen Pritz, Kobrow, Kuhlen-Wendorf, Mustin, Sternberg, Weitendorf och Witzin.